# Diospyros ranongensis
Diospyros ranongensis är en tvåhjärtbladig växtart som beskrevs av Phengklai. Diospyros ranongensis ingår i släktet Diospyros och familjen Ebenaceae. Inga underarter finns listade i Catalogue of Life.